# Goose Lake (Iowa)
Goose Lake – miasto w Stanach Zjednoczonych, w stanie Iowa, w hrabstwie Clinton. Zgodnie ze spisem statystycznym z 2000 roku, miasto liczyło 232 mieszkańców.